# Atos de sucessão ao trono britânico
O Reino Unido e os demais Reinos da Comunidade das Nações possuem uma gama de legislações aprovadas pelo Parlamento com a finalidade de regulamentar e formalizar o processo de sucessão ao trono britânico. Uma vez que o Reino Unido é estruturado como uma monarquia parlamentarista, os projetos de lei votados pelo Parlamento exercem um forte impacto sobre o funcionamento das instituições públicas, incluindo a própria monarquia britânica.
Denomina-se Ato de Sucessão à Coroa o projeto de lei elaborado por um Membro do Parlamento ou membros do Governo de Sua Majestade e apresentado formalmente à Câmara dos Lordes com a finalidade de implementar mudanças efetivas nas tradições e práticas da sucessão monárquica. Este tipo de legislação é considerado um dos mais altos níveis de votação parlamentar por estar ligada diretamente ao direito sucessório de diversos membros da realeza britânica, moldando significantemente o curso da história política do país ao longo da era moderna.
A primeira lei sucessória britânica foi implementada durante o reinado de Henrique VIII e tinha como objetivo assegurar a sucessão do trono inglês aos nascidos de seu casamento com Ana Bolena. A medida excluiu sua filha mais velha, a então Princesa Maria, do direito ao trono e foi um dos principais pilares da disputa política entre anglicanos e católicos romanos que se prolongou do século XVI até a Guerra Civil Inglesa, na década de 1640. A mais recente legislação sobre a sucessão britânica foi aprovada em 2013, durante o reinado de Isabel II, para eliminar a preferência masculina como critério ao direito sucessório ao estabelecer homens e mulheres como suscetíveis a herdar o trono.

## História
Ao longo da história das Ilhas Britânicas, diversas leis foram aprovadas pelo Parlamento para determinar herdeiros e potenciais herdeiros ao trono, sejam elas durante ou antes do reinado de um monarca específico. Desde a complexa questão sucessória de Henrique VIII em 1547, cada dinastia que ascendeu ao trono britânico baseou sua reivindicação em leis sucessórias aprovadas pelo Parlamento. Historicamente, a legislação para alterar a lei de sucessão requer uma emenda a um ato anterior. São considerados os atos sucessórios britânicos o Ato de Sucessão de 1534, Ato de Sucessão de 1536, Ato de Sucessão de 1543, Ato de Sucessão à Coroa de 1603, Decreto de Estabelecimento de 1701, Ato de Sucessão à Coroa de 1707, Ato de Declaração de Ascensão de 1900, Ato de Regência de 1937 e o Ato de Sucessão à Coroa de 2013. O Ato de Regência de 1937, especialmente, foi aprovado mediante à abdicação de Eduardo VIII e reconheceu a sucessão de seu irmão mais novo, Jorge VI, e seus descendentes.

## Atos sucessórios britânicos
| Ato                                                               | Soberano                     | Citação                      | Provisões | Consequência(s) |
| ----------------------------------------------------------------- | ---------------------------- | ---------------------------- | --- | --- |
| Ato de Sucessão de 1534 (30 de março de 1534)                     | Henrique VIII (r. 1509—1547) | 25 Henry VIII, c. 22         | Considera Princesa Isabel e seus descendentes e todos os demais descendentes de Henrique VIII e Ana Bolena como herdeiros legítimos do trono inglês. Torna obrigatório o juramento ao Ato de Supremacia por oficiais da Coroa, sendo o descumprimento passível de pena capital. | Remoção de Princesa Maria, fruto de seu matrimônio com Catarina de Aragão, da linha de sucessão ao trono. |
| Ato de Sucessão de 1536 (18 de julho de 1536)                     | Henrique VIII (r. 1509—1547) | 28 Hen. 8 c.7                | Considera os descendentes de Henrique VIII e Joana Seymour como os legítimos herdeiros do trono inglês, excluindo reivindicações anteriores. Torna obrigatório o juramento ao Ato de Supremacia por oficiais da Coroa, sendo passível de pena capital quem o recusar. | Remoção de Princesa Maria e Princesa Isabel, fruto dos matrimônios reais anteriores com Catarina de Aragão e Ana Bolena, da linha de sucessão ao trono. |
| Ato de Sucessão de 1544 (29 de março de 1544)                     | Henrique VIII (r. 1509—1547) | 35 Hen. VIII c.1             | Considera o Príncipe Eduardo e seus descendentes e os descendentes de Henrique VIII e Catarina Parr como os legítimos herdeiros do trono inglês. As Princesas Maria e Isabel são consideradas herdeiras presuntivas do trono após os descendentes de Eduardo. Reafirma obrigatório o juramento ao Ato de Supremacia por oficiais da Coroa, sendo passível de pena capital quem o recusar. | O direito de Eduardo suplanta as reivindicações anteriores de suas irmãs mais velhas ao ao trono. |
| Ato de Sucessão à Coroa de 1603 (7 de julho de 1604)              | Jaime I (r. 1603—1625)       | 1 James I, c. 17             | Considera a Coroa Inglesa de "inerente direito de nascimento e legítima e incontestável sucessão" de Jaime Stuart - bisneto de Margarida Tudor - e seus descendentes. | Os tronos de Inglaterra, Escócia e Irlanda são unificados como união pessoal sob o direito dinástico de Jaime Stuart, propiciando a ascensão da Casa de Stuart ao trono. |
| Ato de Juramento da Coroação de 1688 (9 de abril de 1689)         | Guilherme III (r. 1689—1702) | 1 Will. & Mar. c. 6          | Altera o juramento prestado pelo Soberano inglês diante do Arcebispo de Cantuária e demais Oficiais de Estado durante sua coroação em consonância com os valores posteriormente estabelecidos pela Declaração de Direitos de 1689. | Na cerimônia de coroação, o monarca inglês passa a jurar fidelidade aos seus súditos, honrar os decretos aprovados previamente pelo Parlamento e prezar pela governança benevolente da nação. |
| Declaração de Direitos de 1689 (16 de dezembro de 1689)           | Guilherme III (r. 1689—1702) | 1 Will. & Mar. Sess. 2. c. 2 | Altera critérios de direito sucessório aos descendentes de Guilherme III e Maria II ao reconhecer como "inconsistente com a segurança e a integridade deste reino protestante ser governado por um príncipe papista", mantendo a União das Coroas de Inglaterra e Escócia dentre os membros da Casa de Stuart de confissão protestante.                                                   | Exclusão do direito dinástico de católicos romanos e estabelecimento da sucessão dentre os herdeiros protestantes de Maria II e de sua irmã Ana de Dinamarca e, na ausência destes, de descendentes protestantes de Jaime I. |
| Decreto de Estabelecimento de 1701 (12 de junho de 1701)          | Guilherme III (r. 1689—1702) | 12 & 13 Will. 3. c. 2        | Considera Sofia, Eleitora de Hanôver - neta de Jaime I e sobrinha de Carlos I - e seus descendentes de confissão protestante como herdeiros legítimos das coroas de Inglaterra e Escócia. | - Anulação do direito dinástico de descendentes de Sofia de Hanôver que sejam católicos romanos ou que tenham contraído matrimônio com um católico; - Impede que estrangeiros sejam nomeados membros do Conselho Privado de Sua Majestade ou da Câmara dos Lordes; - Ascensão de Jorge, Eleitor de Hanôver como Soberano britânico em 1714 e a continuação da linhagem real britânica a partir de seus descendentes. |
| Ato de Naturalização de Sofia de Hanôver (21 de dezembro de 1705) | Ana (r. 1702—1714)           | 4 & 5 Ann. c. 16             | Considera Sofia, Eleitora de Hanôver - neta de Jaime I e sobrinha de Carlos I - e todos os seus eventuais descendentes legítimos como cidadãos ingleses. | - Continuidade da linha sucessória britânica através dos descendentes germânicos da Casa de Hanôver; - Reconhecimento de Sofia, Eleitora de Hanôver como herdeira presuntiva por direito próprio dos tronos de Inglaterra e Escócia. |
| Ato de União com a Escócia (6 de março de 1707)                   | Ana (r. 1702—1714)           | 6 Ann. c. 11                 | Mantém o direito sucessório ao trono do recém-criado Reino da Grã-Bretanha entre os descendentes protestantes de Sofia, Eleitora de Hanôver e a exclusão de seus descendentes de confissão católica ou aqueles que tenham contraído matrimônio com católicos. | - Reconhecimento de Ana I de Inglaterra e Escócia e seus descendentes como herdeiros legítimos de Jaime I e Carlos I; - Fundação formal da monarquia britânica com a unificação política e dinástica entre os reinos de Inglaterra, Escócia e Irlanda. |
| Ato de Precedência de Sofia de Hannover (9 de fevereiro de 1712)  | Ana (r. 1702—1714)           | 10 Ann. c. 8                 | Altera as disposições da ordem de precedência de Inglaterra e Gales em reconhecimento ao Decreto de Estabelecimento de 1701 e ao Ato de Naturalização de Sofia de 1705, passando a abranger os descendentes protestantes de Sofia, Eleitora de Hanôver. | - Sofia, Eleitora de Hanôver e seus descendentes de confissão protestante assumem posição como parte da Nobreza britânica na ordem de precedência britânica, após Ana I e seus descendentes e à frente dos Oficiais de Estado e do Pariato. |
| Ato de Matrimônios Reais de 1772 (1 de abril de 1772)             | Jorge III (r. 1760—1820)     | 12 Geo. 3. c. 11             | Declara nulo qualquer matrimônio contraído por um membro da família real britânica com súdito britânico ou com estrangeiro sem o consentimento prévio do Soberano e sem reporte ao Conselho Privado de, pelo menos, um ano antes da celebração. | - Anulação dos casamentos de membros da realeza britânica realizados sem o consentimento formal do Soberano; - Invalidade dos casamentos de Jorge, Príncipe de Gales em 1785; Frederico, Duque de Iorque e Albany em 1791; e Augusto Frederico, Duque de Sussex em 1793. |
| Ato de Declaração de Ascensão de 1910 (3 de agosto de 1910)       | Eduardo VII (r. 1901—1910)   | 10 Edw. 7. & 1 Geo. 5. c. 29 | Altera a fórmula da declaração proferida pelo monarca britânico no ato de sua ascensão ao trono, em conformidade com a confissão de fé do herdeiro como Governador Supremo da Igreja de Inglaterra. | No momento de sua ascensão ao trono, o monarca passa a jurar fidelidade à fé protestante e assegurar a sucessão de protestantes ao trono britânico. |
| Ato de Regência de 1937 (19 de março de 1937)                     | Jorge VI (r. 1936—1952)      | 1 Edw. 8. & 1 Geo. 6. c. 16  | Dispõe sobre o estabelecimento de uma regência em caso de incapacidade de mente e corpo do Soberano que o impeça de exercer suas funções oficiais indefinidamente e diante de eventual minoridade de seu herdeiro. | Não houve consequência direta derivada deste ato já que Jorge VI reinou até 1952 e, portanto, após maioridade de sua herdeira presuntiva, Isabel, Duquesa de Edimburgo. |